# 대한민국-영국 관계
대한민국-영국 관계는 대한민국(및 조선과 대한제국)과 영국 간의 외교 등의 관계를 말한다. 
1883년 우호통상조약이 조인되고 영국과 조선에 각각 영사 또는 공사를 파견하였다가, 1905년 을사조약을 계기로 대한제국의 외교권이 일본에 넘어가면서 외교 관계가 단절되었다. 이후 1949년 양국은 재수교를 거쳤으며 오늘날 한영 관계는 수교 140주년을 맞았다.
영국은 1950년 한국 전쟁에 임하여 참전 16개국 중의 하나로서 군사·경제지원 등을 통해서 한국에 대한 공헌이 지대했을 뿐 아니라, 유엔을 비롯한 기타 많은 국제기구에서의 활동을 통해서 한국의 지위향상·보전 및 우호증진을 위해 많은 노력을 계속한 나라이다. 한국에 있어서 영국은 프랑스와 더불어 한국의 대서구제국 관계사에서 중추적인 존재이며, 적어도 전통적으로 대서구 외교전개의 2대 거점국이자 우방국이다.  
2012년에는 한국과 영국은 포괄적·창조적 동반자 관계를 수립하였으며, 2023년에는 글로벌 전략적 동반자 관계로 격상하였다.

## 외교사

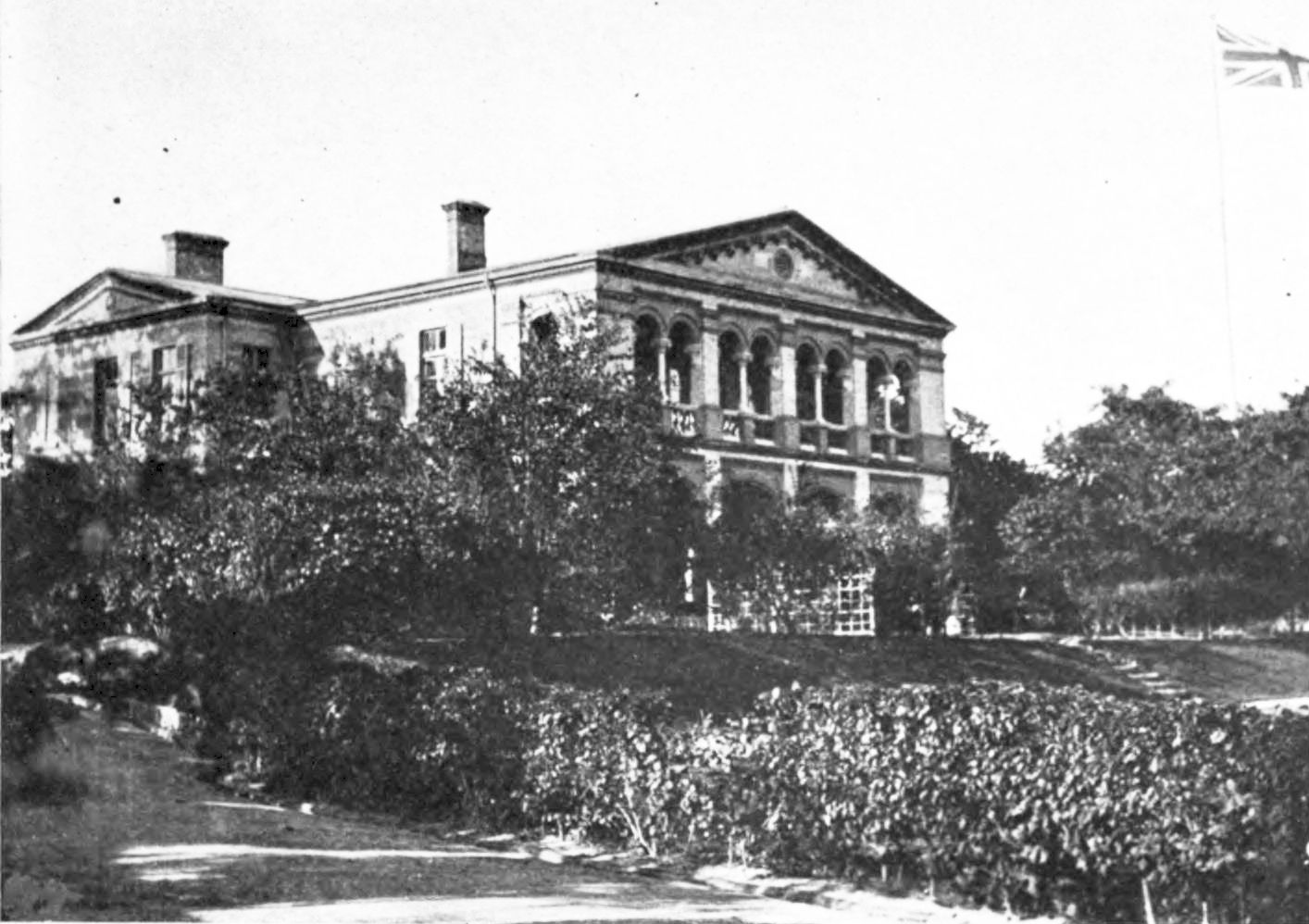
주한 영국 공사관(1900년경)

### 조선 말기~일제강점기
영국의 왕실 해군 윌리엄 로버트 브로우턴이 이끄는 프로비던스호가 1797년(정조 21)에 원산 근해를 항해했던 것을 시작으로 1832년(순조 32) 7월에는 로드 애머스트(The Lord Amherst)호가 충청도 홍주군의 고대도 뒷바다에 한달 정도 머물면서 이들과 조선 관리들이 한자로 대화를 하여 통상 · 수호하고자 하였으나 실패하였다. 사실 이 배에는 영국 동인도 회사가 보낸 간첩 휴 해밀튼 린제이가 승선해 있었다. 그는 카를 귀츨라프와 함께 광동 이북에서의 무역 확장을 타진하기 위해서라는 구실로, 청나라 여러 해안의 항구를 돌아다니며 지형을 측량 및 제도하고, 정치·경제·군사 정보를 수집하고 있었다. 이어 흥선대원군 집정시(1863년~)에는 로나 호가 충청도와 경기도 연안에 나타나 통상 요구를 해왔고, 셔먼호는 평양에 와서 통상요구를 했으나 역시 실패하였다.
1845년 영국 해군이 거문도에 상륙한 것이 영국인의 첫 방한(訪韓)이었다. 조미 수호 통상 조약(1882년 음력 4월 6일 체결)과 동일한 내용으로 1882년 음력 4월 21일, 14개조의 조영 수호 통상 조약이 조인되었다. 그러나, 영국 정부는 이것이 한일 수호통상장정과 상이하다는 이유로 비준을 보류하였다. 결국 1883년 11월 26일, 조선과 영국간 우호 통상 조약 및 부속장정이 조인되었다. 1884년 4월 4일, 영국 공사 해리 스미스 파크스가 내한하여 비준서를 교환하고, 주한 영국 총영사로 상주하였다.  
1885년 봄, 러시아의 남하정책에 의해 영국은 조선에 대한 영국의 영향력 약화를 우려한 나머지 거문도를 조선과의 일절 협의도 없이 불법 점령하고 조선의 강력한 항의로 철수했다. 1900년 주한 영국 총영사관이 공사관으로 격상되었다. 1901년 주영국 공사관이 개설되고 민영돈 초대 공사가 런던에 부임(1901년 7월)하였다. 그러나 1905년에 체결된 을사조약에 따라 대한제국의 외교권이 일본 제국에 넘어갔고, 1906년에는 공사관이 총영사관으로 격하되었다. 1910년 한일 합병 이후에도 총영사관은 계속 유지되었다.

### 대한민국
1945년에 일본 제국이 제2차 세계 대전에서 패배하고 한국이 광복을 맞이하기 이전까지 아무런 통교도 하지 않다가, 1946년 주한 영국 총영사관이 재개설되었다. 1949년 1월 18일, 영국 정부는 미국, 중화민국에 이어 세계에서 세 번째로 대한민국을 정식으로 승인하고, 한영 간의 국교가 수립되었다. 1949년 3월 17일, 비비안 홀트(Vyvian Holt) 주한 영국 공사의 신임장이 제정되고, 주한 영국공사관이 설립되었다. 1949년 12월 31일, 초대 주영공사로 윤치창이 임명되고 1950년 2월 17일 공사관이 개설되었다. 

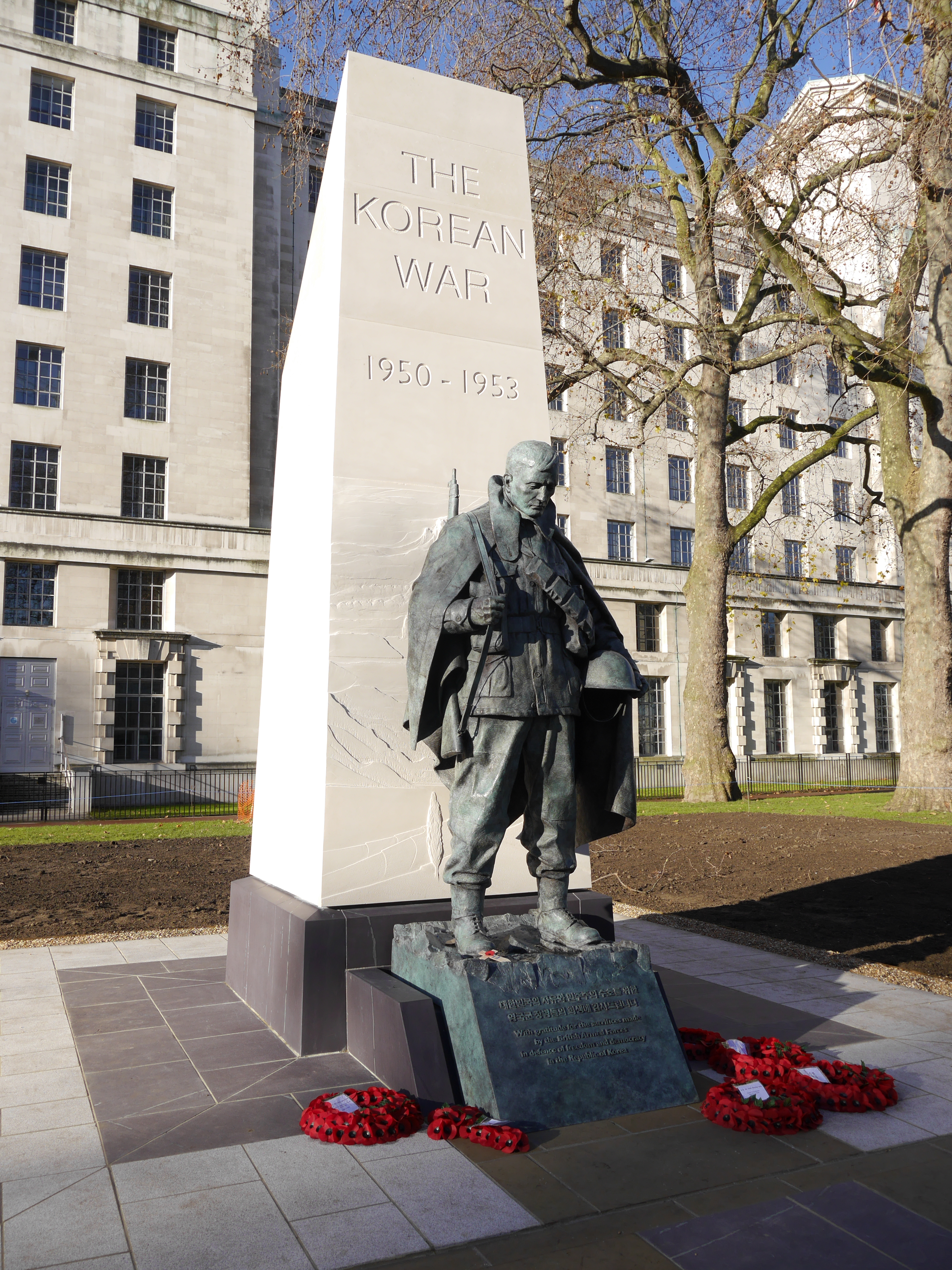
런던 한국전 참전기념비

1950년 6월 6일, 비비안 홀트가 주한 영국공사로 취임하였는데, 한국 전쟁 때 북한으로 납치되었다. 영국은 한국전쟁 때 미국에 이어 두 번째로 가장 큰 규모의 UN 소속의 UN군을 파견한 바 있다. 대한민국은 1953년 6월 영국의 엘리자베스 2세 여왕 대관식에 백두진 국무총리 서리 등 사절단을 파견하였다. 한국 전쟁 후 영국 정부는 한국 재건을 위해 2,600만 달러를 제공하였다. 한 때 유엔결의로 북한과 중국에 대한 전면적인 물자 금수조치가 취해진 후 영국은 1957년 3월 4일 단독으로 대 중국금수의 일부 완화를 선언하게 되어 한국정부는 그것이 북한에 대한 이적행위라는 점에서 항의하는 사태가 생겼다. 이에 대해서 영국은 완화조치가 비전략물자에 한정된 것이라 밝히고, 유엔 한국문제·통일문제 등에서 계속 한국을 지지하였다.
1957년 6월 13일, 한영 양국간에 공사관을 대사관으로 승격하기로 합의하였고, 1957년 6월 28일, 허버트 에반스(ubert J. Evans) 주한 영국공사가 초대공사로 승진하여 신임장을 제정하였다. 1957년 주영국 초대 대사에 임명된 김용우가 10월 28일 영국 런던에 도착하였다. 1958년 5월 14일, 한국 정부는 돌연히 김용우 대사를 해임하였다. 그 이면에는 제네바에서 열린 국제해양법회의에서 제시된 미국안에 대하여 반대표를 던진 김용우 수석대표에 대한 문책이었다고 추측된다.(→김용우 참조) 김유택(金裕澤) 주영한국 대사는 1960년 1월 26일, 한국 전쟁 중에 봉사한 노르웨이 구급반에 대한 감사의 표시로서 귀중한 한국서적 및 한서적 한벌을 주영 노르웨이 대사관에 기증하였다.

1960년대에도 영국은 경제협력을 통하여 한국의 경제발전에 많은 기여를 하였으며, 한국과의 사이에 철도신호시설의 도입을 위한 차관계약을 하였다.

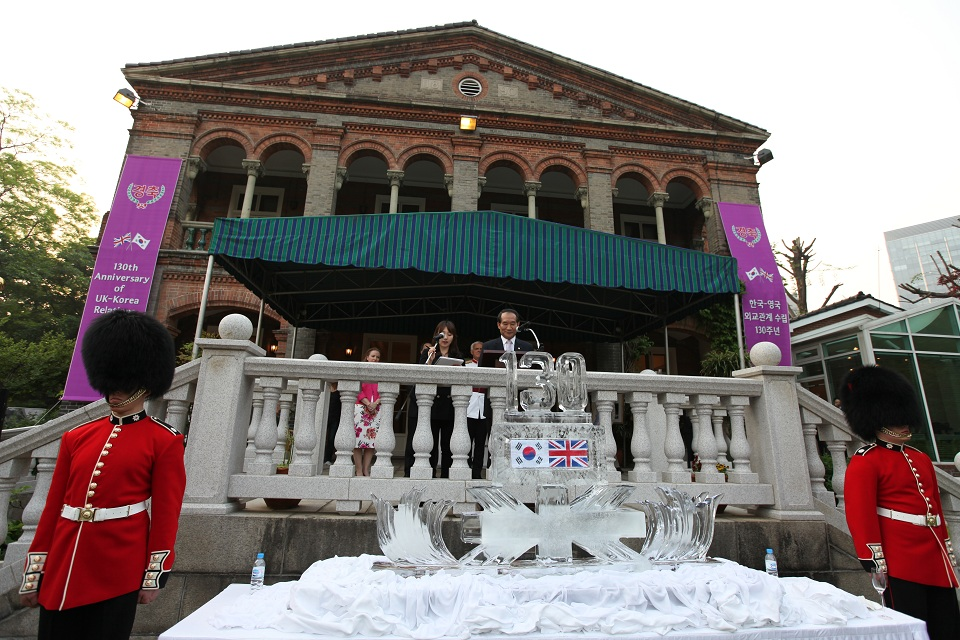
한영 수교 130주년 기념식 - 2013년 5월 23일

1992년 11월에는 영국 왕실 인사로는 처음으로 찰스 왕세자와 웨일스 공비 다이애나가 방한하여 노태우 대통령과 회담을 가졌으며, 1999년 김대중 대통령의 초청으로 엘리자베스 2세가 대한민국을 방문하였다. 영국 국왕이 한국을 방문한 것은 이 때가 처음이자 유일한 사례로 남아 있다.
2010년에는 한국과 유럽연합이 자유 무역 협정을 체결하면서, 영국과 교역도 자연스럽게 증가하게 되었다. 무역 분야에서 한영 관계는 지속적으로 이어졌으며, 2016년 영국이 유럽연합을 탈퇴하 되자 한국과 영국은 양자 자유무역협정 협상을 시작, 2019년에 한영 자유 무역 협정을 체결하였다. 2021년에는 보리스 존슨 영국 총리의 주도로 콘월에서 개최되는 제47회 G7 정상회의에 문재인 대한민국 대통령을 초청하였으며, 미국과 함께 대한민국의 G7 가입을 지지하며 관계 강화에 나섰다. 2022년 9월에는 엘리자베스 2세 여왕의 국장에 윤석열 대통령이 참석하였다.

## 외교관 목록
| 대수        | 이 름          | 임기                                                  |
| ----------- | -------------- | ----------------------------------------------------- |
| 공사        | 민영돈         | 1901년 7월 ~ 1910년 8월                               |
| (임시 공사) | 윤치창(尹致昌) | 1948년 8월 ~ 1950년 2월                               |
| 공사        | 윤치창         | 1950년 2월 ~ 1951년 5월                               |
| 공사        | 이묘묵         | 1951년 8월                                            |
| 공사        | 김용우         | 1951년 11월 ~ 1957년 11월                             |
| 제1대 대사  | 김용우         | 1957년 11월 ~ 1958년 5월 14일                         |
| 제2대 대사  | 김유택         | 1958년 11월 ~ 1960년 5월                              |
| 제3대 대사  | 김용식         | 1961년 7월 ~ 1962년 8월                               |
| 제4대 대사  | 이형근         | 1962년 11월 ~ 1967년 9월                              |
| 제5대 대사  | 배의환         | 1967년 9월 16일 임명, 1968년 2월 ~ 1971년 7월         |
| 제6대 대사  | 최경록         | 1971년 10월 ~ 1974년 10월                             |
| 제7대 대사  | 김용식         | 1975년 2월 ~ 1977년 2월                               |
| 제8대 대사  | 한표욱         | 1977년 6월 ~ 1980년 12월                              |
| 제9대 대사  | 강영훈         | 1981년 2월 ~ 1984년 12월                              |
| 제10대 대사 | 김영주         | 1984년 12월 ~ 1987년 11월                             |
| 제11대 대사 | 오재희         | 1987년 11월 ~ 1991년 3월                              |
| 제12대 대사 | 이홍구         | 1991년 3월 ~ 1993년 4월                               |
| 제13대 대사 | 노창희         | 1993년 4월 ~ 1996년 3월                               |
| 제14대 대사 | 최동건         | 1996년 3월 ~ 1999년 3월                               |
| 제15대 대사 | 최성홍         | 1999년 3월 ~ 2001년 4월                               |
| 제16대 대사 | 라종일         | 2001년 5월 신임장 제정                                |
| 제17대 대사 | 이태식         | 2003년 6월 ~ 2005년 1월(2003년 7월 19일 신임장 제정)  |
| 제18대 대사 | 조윤제         | 2005년 2월 ~ 2008년 2월 (2005년 6월 10일 신임장 제정) |
| 제19대 대사 | 천영우         | 2008년 5월 신임장 제정                                |
| 제20대 대사 | 추규호         | 2010년 2월 신임장 제정                                |
| 제21대 대사 | 박석환         | 2012년 9월 신임장 제정                                |
| 제22대 대사 | 임성남         | 2013년 6월 신임장 제정                                |
| 제23대 대사 | 황준국         | 2016년 6월 신임장 제정                                |
| 제24대 대사 | 박은하         | 2018년 3월 신임장 제정                                |
| 제25대 대사 | 김건           | 2021년 7월 신임장 제정                                |
| 제26대 대사 | 윤여철         | 2022년 10월 신임장 제정                               |

| 직위         | 이 름                                  | 임기          |
| ------------ | -------------------------------------- | ------------- |
| 영사         | 윌리엄 조지 애스턴                     | 1884년~1885년 |
| 영사         | 월터 힐리어(Walter Hillier) 경         | 1889년~1896년 |
| 공사         | 해리 스미스 파크스 경                  | 1884년        |
| 공사         | 존 월샴 (John Walsham, 2nd Baronet) 경 | 1885년        |
| 공사         | Nicholas Roderick O'Conor 경           | 1892년        |
| 공사         | Claude Maxwell MacDonald 경            | 1896년        |
| 공사         | John Newell Jordan 경                  | 1901년-1906년 |
| 공사         | Vyvyan Holt 대령                       | 1949년-1954년 |
| 공사         | Andrew Charles Stewart                 | 1954년~1956년 |
| 특명전권공사 | Hubert Evans                           | -             |
| 대사         | Hubert Evans                           | 1957년        |
| 대사         | Sir Walter Godfrey                     | 1961년~1966년 |
| 대사         | 사이먼 스미스                          | 2018년~2022년 |
| 대사         | 콜린 크룩스                            | 2022년~       |

## 경제와 문화
대한민국의 대중남미 총투자 중 33.2%가 금융보험업의 투자대상지인 버뮤다에 집중되어 제1위의 투자대상지였다.(2006년 기준) 영국이 유럽연합 회원국 시절에는 한EU 자유 무역 협정에 속해 있었고, 브렉시트 이후에는 별도로 한영 자유 무역 협정을 체결하였다.
현재 손흥민과 황희찬 등의 축구 선수들이 영국에 진출해 있으며, 모두 40,263 명(재외국민 31,787명, 시민권자 8,476명)의 한민족들이 영국에 거주(2015년 9월 기준)하고 있다. 참고로 영국은 북한이탈주민이 많이 정착하는 서방 국가 중 하나이다.

## 교통
| 서울/인천 \|\| align=center\|ICN \|\| align=center\|RKSI \|\| 인천 | ○대한항공(1개) : 런던(히스로) ○아시아나항공(1개): 런던(히스로) |
| 런던 \|\| align=center\|LHR \|\| align=center\|EGLL \|\| 히드로    | ○영국항공(1개) : 서울(인천)                                    |

## 같이 보기
- 대한민국 외교통상부

## 참고 문헌
- 서중약 (Jun., 1954). “THE SECRET MISSION OF THE LORD AMHERST ON THE CHINA COAST, 1832”. 《Harvard Journal of Asiatic Studies》. Vol. 17 (No. 1/2).